# 九斑若鱸
九斑若鱸（學名：Percalates novemaculeatus）也称九斑麥氏鱸、澳洲鲈（英語：Australian bass），為輻鰭魚綱日鱸目若鱸科若鱸屬的一種，有時歸類在真鱸科麥氏鱸屬之中。
本魚為亞熱帶淡水魚，分布於澳洲昆士蘭至維多利亞省淡水及半鹹水流域，為特有種，體長可達60公分，棲息在河川及河口區底層水域，會進行洄游，生活習性不明，可做為食用魚。